# Horst Mandl
Horst Mandl (* 8. Januar 1936 in Graz; † 14. Juli 2018 ebd.) war ein österreichischer Zehnkämpfer, Hochspringer, Weitspringer, Dreispringer und Hürdenläufer.

## Karriere
Im Zehnkampf kam er bei den Europameisterschaften 1966 in Budapest auf den 17. Platz und brach bei den Olympischen Spielen 1968 in Mexiko-Stadt den Wettkampf nach der dritten Disziplin ab. Bei den Europameisterschaften 1969 in Athen wurde er Sechster.
1970 kam er bei den Halleneuropameisterschaften in Wien im Hochsprung auf den 18. Platz.
Neunmal wurde er österreichischer Meister im Dreisprung (1964–1972), sechsmal im Zehnkampf (1963–1965, 1969–1971), viermal im Weitsprung (1962, 1964–1966), dreimal über 110 Meter Hürden (1967–1969) und zweimal im Hochsprung (1970, 1973).

## Persönliche Bestleistungen
- 110 m Hürden: 14,5 s, 7. Juni 1970, Schloss Schielleiten
- Hochsprung: 2,02 m, 3. Juli 1976, Graz
- Weitsprung: 7,37 m, 17. August 1968, Wien
- Dreisprung: 15,04 m, 11. Juli 1970, Leoben
- Zehnkampf: 7624 Punkte 5. Oktober 1969, Schloss Schielleiten (ehemaliger nationaler Rekord)